# Max Frisk
Max Harry Danilo Frisk, född 24 april 1928 i Pernå, död 17 januari 2021 i Uppsala, var en finländsk-svensk barn- och ungdomspsykiater.
Frisk blev medicine och kirurgie doktor vid Helsingfors universitet 1968 på avhandlingen Tonårsproblem: En studie av läroverksungdom och erhöll svensk läkarlegitimation 1970. Han tjänstgjorde först vid Eskilstuna lasarett, där han blev överläkare 1970. Han blev professor i barn- och ungdomspsykiatri vid Uppsala universitet 1972 och överläkare vid barn- och ungdomspsykiatriska kliniken på Akademiska sjukhuset i Uppsala samma år. Han utgav även MBD-barn – finns dom? (tillsammans med Ingrid Rydefalk, 1979).